# Phyllogomphoides appendiculatus
Phyllogomphoides appendiculatus – gatunek ważki z rodziny gadziogłówkowatych (Gomphidae). Występuje na terenie Ameryki Środkowej.